# Anatoli Kim
Anatoli Andréievich Kim (en ruso: Анатолий Андреевич Ким), nacido 15 de junio de 1939, es un destacado escritor y traductor de Rusia y de Kazajistán de origen coreano.

## Biografía
Nació en la aldea Sérgievka de la Provincia de Kazajistán Meridional, URSS en una familia de maestros.
Estudió en Moscú en una escuela de artes (ahora ilustra sus libros). Graduado a distancia del Instituto de Literatura Máximo Gorki (Moscú) (1971).
Recorría el Extremo Oriente de Rusia, Sajalín, y Rusia central. Trabajó como conductor de grúa, contramaestre en mueblería, operador de cine, decorador y crítico de arte. Enseñó prosa en el Instituto de Literatura Máximo Gorki (Moscú) y en Seúl (1991-1996). 
Abrazó el cristianismo en su edad madura. 
Anatoli Kim fue miembro de la Unión de Escritores Soviéticos (1978-1991), miembro del Pen-Centro ruso (desde 1989), académico de la Academia de Letras rusa (desde 1986). 
Salió a la escena literaria en 1973. Sus libros postrealistas han sido traducidos a muchas lenguas, entre ellas el inglés, el italiano, el español, el chino, el coreano, el francés, el japonés, el finlandés y el danés y han sido publicados en 25 países. 
Traduce obras de escritores de Kazajistán y Corea al ruso. Vive en Moscú.
Los principales temas de su arte son la realidad y los mitos, la intercomunicación de todo en la naturaleza, la transmigración de las almas, la unidad de la naturaleza y los hombres.

## Obras escogidas
Novelas
- Белка (1985) - "Ardilla"
- Отец-Лес (1989) - "Padre-bosque"
- Онлирия (1995) - "Onliria"
- Сбор грибов под музыку Баха (1997) - "Recogiendo setas al son de la música de Bach"
- Близнец (2000) - "Gemelo"
- Остров Ионы (2005) - "La isla de Iona" (metanovela)
- Арина (2006) - "Arina"

Novelas cortas
- Поклон одуванчику (1975) - "Reverencia al amargón"
- Луковое поле (1976) - "Campo de cebollas"
- Лотос (1980) - "El loto"
- Поселок кентавров (1992) - "El poblado de centauros"
- Мое прошлое (1998) - "Mi pasado"
- Стена (Повесть невидимок) (1998) - "La pared" (Novela de los invisibles)

Colecciones
- Голубой остров (1976) - "La isla azul"
- Соловьиное эхо (1976) - "Eco de ruiseñores"
- Четыре исповеди (1978) - "Cuatro confesiones"
- Нефритовый пояс (1981) - "Cinturón de jade"
- Собиратели трав (1980) - "Colectores de hierbas"
- Вкус терна на рассвете (1985) - "El sabor de endrinas al amanecer"
- Невеста моря (1987) - "La novia del mar"

## Premios y condecoraciones
- Orden de la Insignia de Honor (1984) (URSS)

Fue galardonado con el premio de las revistas literarias Amistad de pueblos (Дружба народов) (1980), "Juventud" (Юность) (1997). 
Ganador del premio del gobierno de Moscú (1993) y del premio Yu.Kazakov del Pen-Club de Kazajistán (2000).